# Михаил Врубел
Михаил Александрович Врубел (на руски: Михаил Александрович Врубель) е руски художник символист. Твори практически във всички видове изобразително изкуство: живопис, графика, скулптура и театрално изкуство. Автор е на живописни платна, декоративни пана, фрески и илюстрации към книги. Любимите му теми са смъртта и любовта и в много отношения той е новатор за своето време.

## Биография

### Произход и детски години
Роден на 5 март (17 март нов стил) 1856 г. в руския град Омск, в семейството на военен юрист. Баща му служи там като старши щабен адютант на Сибирския корпус. По-малките му брат и сестра, Катрин и Александър, които не доживяват юношество, също са родени там. Честите раждания и климатът на Омск изтощават майка му, която умира от туберкулоза през 1859 г., когато Михаил е  3-годишен. Съдейки по по-късните свидетелства, той си спомня как болната му майка, на легло, изрязва от хартия за децата си „човечета, коне и различни фантастични фигури“. Михаил е слабо дете от раждането си, прохожда едва на 3-годишна възраст.
Детството му преминава в постоянно местене заради назначенията на баща му: през 1859 г. баща му е преместен обратно в Астрахан (където могат да му помагат роднини), през 1860 г. е назначен в Харков. Там малкият Миша бързо се научава да чете и обича книжните илюстрации, особено в списание „Живописное обозрение“. През 1863 г. А. М. Врубел се жени за втори път за Е. Х. Весел, която се посвещава изцяло на децата на съпруга си (първото й собствено дете се ражда през 1867 г.). През 1865 г. семейството се премества в Саратов, където подполковник Врубел поема командването на провинциалния гарнизон.
На 10-годишна възраст Михаил проявява артистични способности, включително в рисуването, но театърът и музиката заемат не по-малко място в живота му. По думите на Н. А. Дмитриева, „момчето беше даровито, но обещаваше по-скоро да стане разностранен дилетант, отколкото обсебения художник, в който по-късно се превърна“.
За по-задълбочени уроци по рисуване баща му наема учител от саратовската гимназия - А. С. Годин. В същото време в Саратов е донесено копие на фреската на Микеланджело „Страшният съд“, което прави такова впечатление на Михаил, че според спомените на сестра му той го възпроизвежда по памет във всички характерни детайли.

### Гимназиални години
Докато баща му е слушател във Военно-юридическата академия, Михаил учи в Пета градска гимназия в Санкт Петербург, в която методите на преподаване непрекъснато се модернизират, специално внимание се обръща на древните езици, литературното развитие на гимназистите от последните класове, въведени са уроци по танци и гимнастика. Рисуването усъвършенства паралелно с гимназията в училището към Обществото за насърчаване на художниците. В същото време най-вече се интересува от природните науки, за които го е запалил в Саратов учителят Н.А. Песков - изселен там по политически причини. След като прекарва три години в столицата, през 1870 г. семейството заминава за Одеса, където А. М. Врубел е назначен за гарнизонен съдия.
В Одеса Михаил започва да учи в Ришельовския лицей. От този период са оцелели няколко писма до сестра му (до Петербург; тя заминава, за да получи педагогическо образование), първото от които е от октомври 1872 г. Буквите са едри, написани с леко перо, съдържат много френски и латински цитати. Споменават се и картини: Михаил прави маслен портрет по снимка на по-малкия си брат Саша (починал през 1869 г.) и портрет на сестра си, украсяващ кабинета на баща му. Въпреки това, в сравнение с другите му интереси, живописта е представена по изключително лапидарен начин. Врубел учи с лекота и е първи в класа си, най-добрият по литература и езици, харесва историята, през ваканциите обича да чете на сестра си римските класици в оригинал, правейки собствен превод в движение. Дори свободното си време в гимназията посвещава на любимите си занимания: в едно от писмата си се жалва, че е искал да прочете „Фауст“ в оригинал и да мине 50 урока по английски от учебника си, но вместо това е копирал с маслени бои „Залез в морето“ на Иван Айвазовски. Театърът по онова време го очарова повече от живописта, Михаил Врубел споменава с половин уста „Пътуващата художествена изложба“, която пристига в Одеса, на фона на подробни описания на турнето на столична оперна трупа.

### Университетски години
След като завършва гимназия със златен медал, нито самият Врубел, нито родителите му мечтаят за кариера на художник. Решено е да бъде изпратен в Санкт-Петербургския университет, разходите за живот и храна са поети от Н. Х. Весел, в чийто апартамент Михаил трябва да живее. Решението за постъпване в Юридическия факултет се оценява по различни начини от биографите. Например А. Беноа, който е учил там, вярва, че семейната традиция също влияе и просто „е трябвало да стане така“ в тяхната социална среда. През 1876 г. Врубел остава да повтори втората година от следването си, аргументирайки се в писмо до баща си с необходимостта от укрепване на знанията и подобряване на оценките. В резултат, след като е учил една година по-дълго, М. Врубел не защитава окончателната си изпитна работа и завършва университета семестриално. Причина за това отчасти е и бохемският начин на живот, който води със снизходителното знание на чичо си. Въпреки това, в студентските си години Врубел системно и дълбоко се занимава с философия и се увлича от естетическата теория на Имануел Кант, въпреки че не е много ангажиран с художествено творчество. По време на университетските си години прави илюстрации за литературни произведения - класически и модерни. От оцелелите графични творби от този период най-често възпроизвежданата композиция е „Срещата на Анна Каренина със сина й“.
Активното участие в театралния живот (Врубел познава Модест Мусоргски) изисква значителни разходи, така че Врубел редовно заработва като дава частни уроци или се хваща за гувернант. Благодарение на тази работа, в средата на 1875 г. той за първи път успява да посети Европа, като посещава със свой подопечен младеж Франция, Швейцария и Германия.

### Зрели години
През 1884 г. Врубел участва в реставрацията на две църкви в Киев. Там се влюбва в ездачката от една италианска циркова трупа. Вероятно това е причината за заразяване със сифилис.
През 1889 г. художникът се мести да живее в Москва, с подкрепата на големия руски меценат Мамонтов. През 1891 г. пак с помощта на Мамонтов, заминава за Италия, където рисува активно.
През 1896 г. се влюбва в Надежда Ивановна Забела, известна оперна певица. Двамата се женят и живеят в Москва, където Врубел рисува жена си в ролите, в които тя участва в операта. Именно жена му е царицата лебед в едноименната картина. През 1901 г. той започва да проявява ясни признаци на душевно заболяване – има нервни кризи, зрението му се влошава значително, диагностициран е със сифилис. Постъпва в психиатрична болница през 1902 г. при психиатъра д-р Фьодор Усолцев. Ражда му се син Сава, който страда от заешка уста. През 1903 г. художникът е поканен в Киев отново. По пътя Сава се разболява и умира.
През 1906 г., почти напълно ослепял и с влошено душевно състояние, той престава да рисува. Умира 4 години по-късно.

## Творчество
- „Момиче на фона на персийски килим“ – 1886 г.
- „Демон“ – 1890 г.
- „Венеция“ – 1893 г.
- „Испания“ – 1894 г.
- „Гледачка“ – 1895 г.
- „Портрет на Константин Дмитриевич Арцибашев“ – 1897 г.
- „Пан“ – 1899 г.
- „През нощта“ – 1900 г.
- „Люляк“ – 1900 г.